# Sint-Stefanuskerk (Konstanz)
De Sint-Stefanuskerk (Duits: Sankt Stephan, ook Stephanskirche) is een parochie- en voormalige kapittelkerk in de oude binnenstad van Konstanz, Baden-Württemberg. De kerk wordt beschouwd als de oudste kerkstichting van de stad.

## Geschiedenis en architectuur

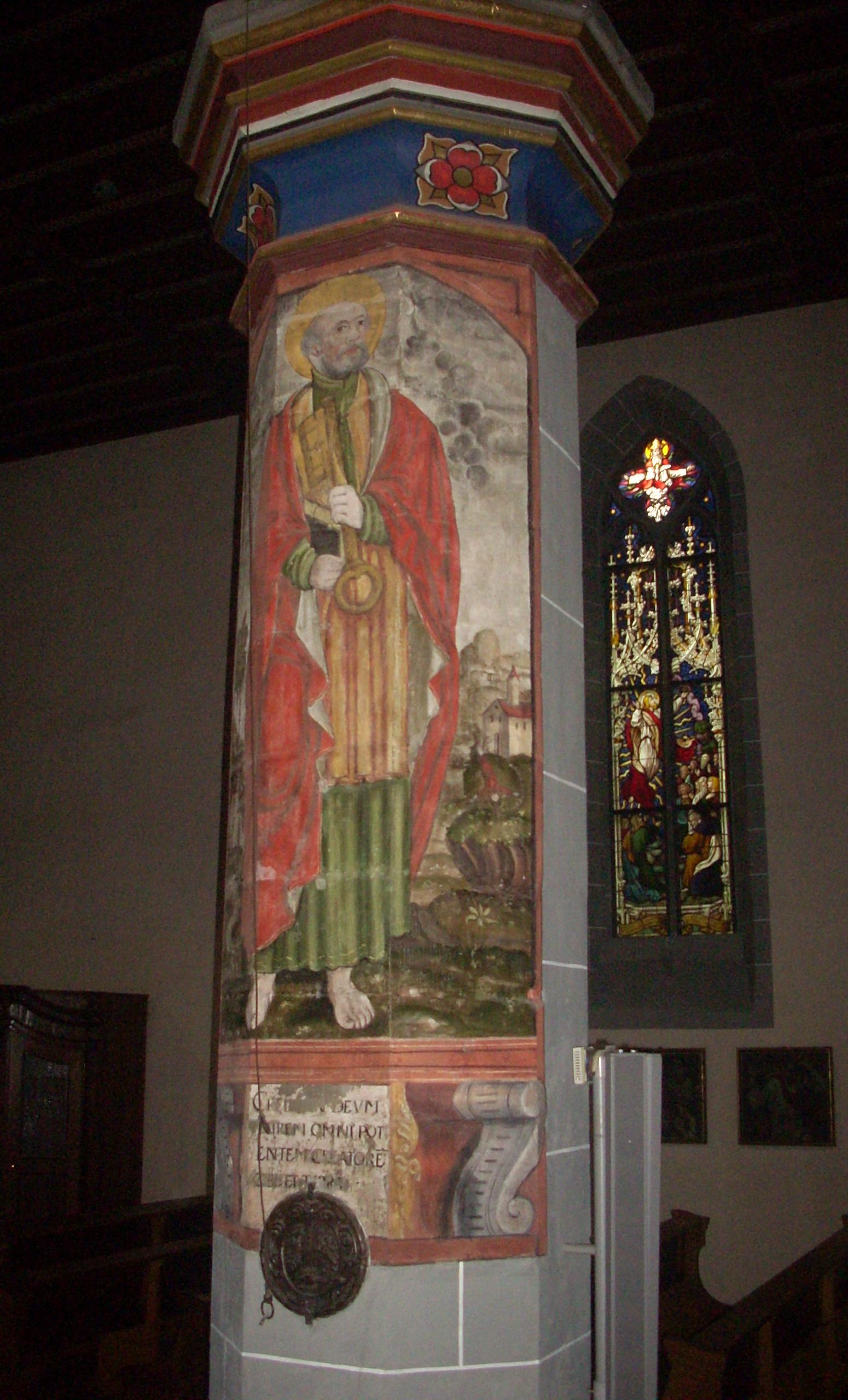
Pijlerfresco van Petrus (1580)

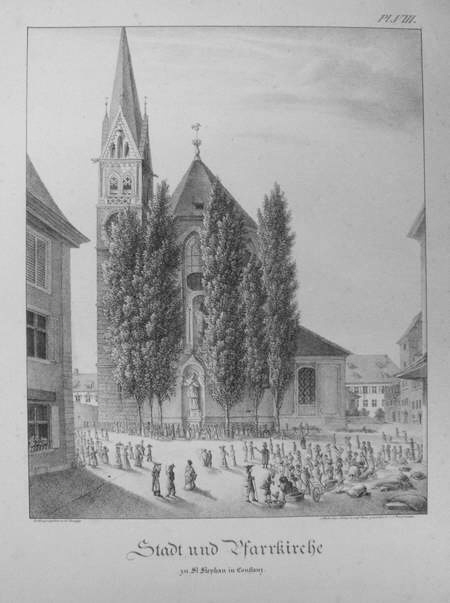
De kerk op een 19e-eeuwse lithografie

#### Romeinse tijd
De oorsprong van de kerk reikt tot in de laat-romeinse tijd terug. Vermoed wordt dat het eerste bouwwerk op de plaats een markt- of gerechtshal of een kerkhofkapel betrof. Het godshuis met het patrocinium van de eerste christelijke martelaar bestond reeds tijdens de stichting van het bisdom Konstanz tegen het einde van de 6e eeuw. Mogelijk betrof die Stefanuskerk een houten gebouw.

#### Vroege middeleeuwen
De oudst gedocumenteerde vermelding van de kerk dateert uit het jaar 680 in een heiligenbeschrijving van Sint-Gallus. Sinds circa het jaar 900 was aan de kerk een reguliere kloostergemeenschap verbonden. De oude Stefanuskerk raakte bij een inval van de Hongaren in 926 beschadigd of verwoest en werd waarschijnlijk onder bisschop Noting herbouwd. In deze tijd bestond bij de nog altijd buiten de stadsmuren gelegen kerk reeds een markt.

#### Hoge middeleeuwen
Sinds de 11e eeuw groeide de nederzetting rond de Stefanuskerk aanmerkelijk. Het gebied werd bij de stad gevoegd en de stiftskerk was nu de parochiekerk van de grootste stadsparochie. Rond 1130 werd de oude kerk tot een romaanse basiliek verbouwd. Deze basiliek had het portaal aan de hoofdstraat aan de oostelijke kant; het vierkante koor met het hoofdaltaar was westelijk gelegen. Het middenschip kwam ongeveer overeen met de huidige grootte, terwijl de zijschepen half zo breed waren.

#### Late middeleeuwen (gotiek)
Vanaf de 13 eeuw was de Stefanuskerk in tegenstelling tot de bisschoppelijke munsterkerk de stadskerk en daarmee het symbool van het zelfbewustzijn van de patriciërs. De stiftsheren stamden nu grotendeels uit de voorname burgerij van de stad, die hier ook hun naaste familieleden lieten begraven.
Tijdens het Concilie van Konstanz (1414–1418) nam de Rota Romana in de Stefanuskerk zitting.
In 1428 begon men met een omvangrijke uitbreiding van het gebouw, die een driekwart eeuw in beslag zou nemen en het exterieur het huidige aanzien zou geven. De zijschepen werden tot de dubbele breedte vergroot, het kerkschip werd met drie meter verlengd en de kerk kreeg een oostelijke oriëntatie. Aan de oostelijke kant werd een polygonaal koor toegevoegd en de ramen in de lichtbeuk kregen gotisch maaswerk. Met de bouw van een toren op het zuiden werd in 1483 begonnen.

#### Reformatie
De reformatie in Konstanz vond vanuit Zürich een vroege ingang en verbond zich in de vrije rijksstad met de oppositie tegen de bisschoppelijke invloed. Sinds 1527 kwam de kerk in handen van de volgelingen van Huldrych Zwingli en de gehele kerkinventaris van de Sint-Stefanus, de beelden, de schilderijen, de liturgische boeken en het vaatwerk, viel ten prooi aan de beeldenstorm. Zwingli zelf preekte in december 1529 in de Stefanuskerk.
Na de nederlaag van het Schmalkaldisch Verbond in 1548 werd Konstanz gerekatholiseerd. Sinds 1550 was de Stefanuskerk weer katholiek en keerden de stiftsheren terug. De teruggelopende betekenis van de stad en de Dertigjarig Oorlog verhinderden echter dat de kerk weer kon worden ingericht met belangrijke kunstwerken.

#### Barok
Tussen het midden van de 17e tot de 18e eeuw vond alleen het noodzakelijke onderhoud aan de kerk plaats. Een schenking van de relikwieën van de heiligen Nicolaas en Stefanus door het klooster Weingarten brachten een nieuwe impuls en er werd vanaf 1770 begonnen met een grondige renovatie van de kerk. Met name het koor kreeg door een kleurrijk barok stucwerkplafond van Franz Ludwig Herrmann een geheel nieuwe ruimtewerking.

#### 19e en 20e eeuw
In 1807 werd het Stefanusstift als gevolg van de secularisatie opgeheven, maar de kerk werd niet gesloopt en bleef een katholieke parochiekerk. Sindsdien vonden er weinig bouwkundige veranderingen meer plaats. Het interieur daarentegen werd nog in neogotische stijl aangevuld. In het begin van de 20e eeuw werd in het kerkschip een nieuw houten plafond aangebracht, dat versierd werd met houten reliëfs van de Freiburger beeldhouwer Joseph Dettlinger.

## Interieur

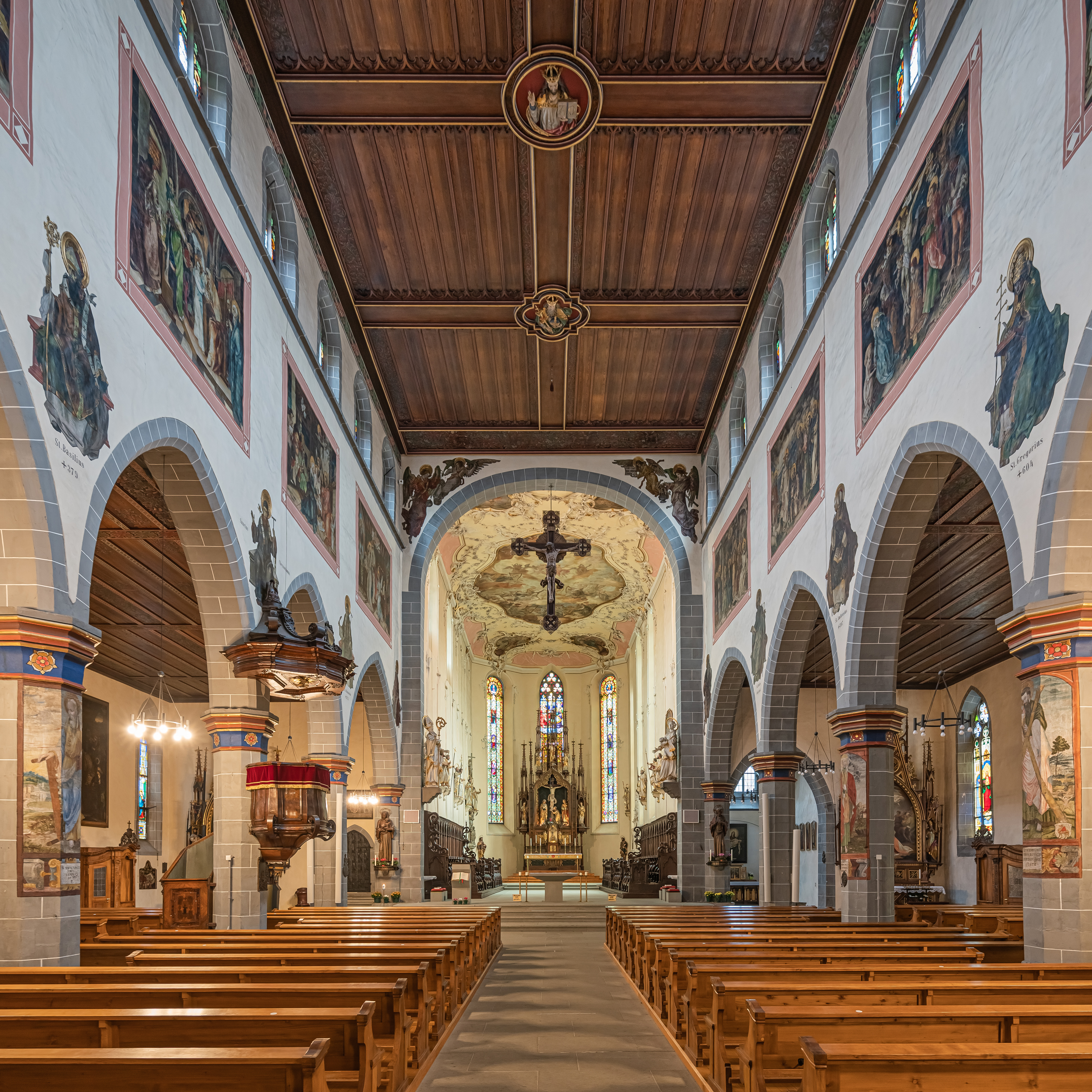
Interieur

De huidige kerkinventaris stamt voor een groot deel uit andere gebouwen. Uit de periode van voor de reformatie bleef weinig over.  
Uit de vroege 15e eeuw stamt het deels uit de munsterkerk afkomstige koorgestoelte, net als de acht daarboven hangende olieverfwerken van heiligen. De glas-in-loodramen van heiligen die in 1863 in het koor geplaatst werden en het middelste raam flankeren, werden waarschijnlijk door Claus Nithard in het midden van de 15e eeuw vervaardigd.
Van de 16e-eeuwse kunstwerken is met name de sacramentstoren vermeldenswaardig. Ze stamt uit 1594 en werd gemaakt door de beeldhouwer Hans Morinck. Dezelfde beeldhouwer leverde ook verschillende epitafen in het koor. Uit ongeveer dezelfde tijd dateert de cyclus van apostelschilderijen met credoteksten aan de pijlers in het kerkschip, die bij de laatste restauratie werden blootgelegd.
Van de barokke inventaris bleef bewaard:
- een beeld van Johannes Nepomucenus aan de buitenkant van de koorafsluiting (1710);
- een beeld daarboven van Stefanus (circa 1770);
- aan de koorboog van het interieur links en rechts de beelden van Nicolaas en Stefanus (rond 1770);
- de twaalf apostelbeelden aan de koormuren (18e eeuw);
- delen van de orgelkas;
- de kansel (1773).

Het neogotische hoogaltaar uit 1863 heeft een centrale beeldengroep van de Kruisiging. De beelden die de kruisiging flankeren zijn van Stefanus en Nicolaas. Het middelste koorraam met een voorstelling van de heilige Drievuldigheid ontstond in 1862.
Tussen 1910 en 1917 schilderden Carl Philipp Schilling en zijn neef Franz Schilling de muren van de lichtbeuk met twaalf rechthoekige voorstellingen uit het evangelie en in de tussenruimten en de zwikken met belangrijke heiligen en kerkgeleerden. De fresco's bleven slechts ten dele bewaard en zijn nu met name aan de noordelijke muur te zien.

## Orgel
Het orgel werd in 1997 door de orgelbouwfirma Georges Heintz (Schiltach) in de bestaande orgelkas gebouwd. Het instrument bezit 58 registers verdeeld over vier manualen en pedaal.